# Antonio de Correa y Veglison
Antonio Federico de Correa y Veglison (Comillas, Cantàbria, 31 d'agost de 1904 - Madrid, 26 de setembre de 1971) fou un militar espanyol, veterà de la guerra civil espanyola i governador civil de Girona i Barcelona durant el franquisme.

## Biografia
Estudià a l'Acadèmia d'Enginyers de Guadalajara, va participar en la guerra del Rif i el 1927 fou destinat com a tinent a Ceuta, Tetuan i Larache. El 1932 fou destinat a Madrid, on va estudiar filosofia i lletres a la Universitat de Madrid i ascendí a capità. El 1935 fou destinat novament a Ceuta. Militava a la Comunió Tradicionalista.
El 5 d'agost de 1936 travessà l'estret de Gibraltar en el comboi de les tropes del Marroc dirigida per Juan Yagüe Blanco i lluità durant la guerra civil espanyola al Front d'Aragó, a la batalla de Madrid i a la batalla de l'Ebre. Protegit de Ramón Serrano Suñer, de febrer a juliol de 1939 fou governador civil de Girona, essent responsable de l'execució de Carles Rahola. Alhora, fou nomenat conseller nacional de Falange Española i comissari general d'informació. De juliol de novembre de 1939 fou governador civil de Navarra i de març a desembre de 1940 ho fou de Jaén.
De desembre de 1940 a agost de 1945 fou governador civil de Barcelona en substitució de Wenceslao González Oliveros. Durant el seu mandat autoritzà de manera restringida les ballades públiques de sardanes. També autoritzà la publicació en ortografia prefabriana de les Obres Completes de Jacint Verdaguer i de Les formes de vida catalana de Josep Ferrater i Mora. Alhora, però, va promoure mitjançant coaccions l'afiliació del jovent barceloní al Frente de Juventudes. El juliol de 1945 fou destituït, segons Javier Tébar Hurtado pel fet que s'havia enemistat amb la burgesia catalana per haver-los acusat públicament de frau en les quotes de consum elèctric, i substituït per Bartolomé Barba Hernández.
Fou partidari del pretendent Carles VIII, qui durant la postguerra liderà una facció del carlisme col·laboracionista amb el règim i enfrontada al sector falcondista.
El 1943 havia estat ascendit a comandant i el 1945 es va reintegrar a l'exèrcit amb el grau de tinent coronel com a professor de l'Escola Politècnica Superior de l'Exèrcit. Fou nomenat delegat de premsa i propaganda el 1956-1957, i comissari d'Ordenació Urbana de Madrid el 1958-1959. El 1965 va obtenir el títol de marquès de las Riberas del Bocono i de Masparro. També fou vicepresident de la Caixa de Crèdit Popular de Catalunya, la fallida de la qual li costà ser processat el 20 de juliol de 1969 per estafa. Va morir abans de sortir sentència.

## Fons personal
El seu fons personal es conserva a l'Arxiu Nacional de Catalunya. El fons és constituït per una part de la documentació aplegada i produïda per Antonio Correa Véglison, en especial, relativa al període de 1940-1944. Inclou correspondència (en sèries anuals incompletes) relacionada amb la seva activitat com a conseller nacional de Falange Española i com a comissari general d'informació. Però, sobretot, referent a la tasca com a governador civil de Barcelona, entre el desembre de 1940 i l'agost de 1945. Inclou abundant documentació de gran valor referent a la depuració de l'administració i les estructures polítiques, a la repressió d'activitats polítiques clandestines i de les suposades activitats maçòniques i a la persecució antisemita. Una part fonamental del fons correspon a sol·licituds d'ocupació i gestions de col·locació professional i proveïment d'habitatges a favor de persones addictes al règim. Així mateix, hi trobem correspondència des de Rússia de membres de la División Azul, juntament amb documentació personal del mateix Correa. En el seu conjunt, el fons facilita una aproximació força exhaustiva a la situació política i social de Catalunya sota el primer franquisme.